# De vrolijke drinker (Frans Hals)
De vrolijke drinker, eigenlijke titel Een schutter die een berkenmeier vasthoudt, is een schilderij van de Nederlandse schilder Frans Hals. Het werk toont een schutter die de kijker een glas wijn aanbiedt en wordt gedateerd op rond 1628-1630. Het portret is 81 bij 66,5 centimeter groot en is in het bezit van het Rijksmuseum in Amsterdam, in 1806 aangekocht uit de verzameling van barones Van Leyden.

## Afbeelding
De precieze identiteit van de geportretteerde persoon is nooit vastgesteld, maar de kleding doet vermoeden dat het een koopman betreft in schutterskledij. Meer specifiek wordt hij wel geassocieerd met de contraremonstranten, gezien de medaillon waarop volgens kunsthistoricus Cornelis Hofstede de Groot Maurits van Oranje staat afgebeeld.
Onduidelijk is of Hals met het portret enigerlei politieke bedoelingen heeft gehad. Meer waarschijnlijk is dat het een allegorie van de smaak betreft (en daarmee de wijn), een van de zintuigen.
De vandaag de dag gangbare titel van het werk, De vrolijke drinker, is weliswaar oud maar niet origineel en ook niet bijzonder treffend: de vrolijkheid van de afgebeelde man is slechts betrekkelijk. Hij biedt de kijker een glas wijn aan, terwijl hij licht zijn lippen opent, alsof hij wil gaan spreken. Zijn wangen zijn rood aangelopen en zijn ogen twinkelen, alsof hij verrast is de toeschouwer te zien. Door het trompe-l'oeil-effect, de verkorte weergave van de linkerarm en vooral ook door de heldere lichtinval creëert Hals een gevoel van aanwezigheid. Met zijn snelle, losse en vooral spontane penseelhantering, in veel korte streken, met spetters zwart voor de baard en snor, zorgt hij voor een levendige en beweeglijke indruk, die uiterst waarachtig overkomt. Het lijkt een terloops moment, ongeposeerd en met veel bravoure. De fysieke realiteit van de man is voor die tijd ongekend krachtig, "als uit het leven gegrepen".

## Plaats in oeuvre
De vrolijke drinker is typerend voor de portretten van Hals uit de late jaren 1620: grove, robuuste gestalten, vitaal en expressief weergegeven in een spontane penseelvoering, waarbij de kleuren nat-in-nat werden aangebracht. Qua toets, lichtinval en coloriet preludeert Hals in deze werken duidelijk op latere modernistische stromingen als het impressionisme, waarvan veel schilders hem tot voorbeeld namen. Na 1630 zou hij overschakelen naar een stijl waarin de mimiek versobert en hij meer aandacht heeft voor de psychologische karakterisering van zijn modellen.